# جيمي فورد (كاتب)
جيمي فورد (بالإنجليزية: Jamie Ford)‏ هو كاتب أمريكي، ولد في 9 يوليو 1968 في يوريكا في الولايات المتحدة.